# Río Cinto
Der Río Cinto, im Ober- und Mittellauf Quebrada Honda und Quebrada Micalaco, ist ein 76 km langer rechter Nebenfluss des Río Locumba im äußersten Süden von Peru in der Region Tacna. Dort durchfließt er die Provinzen Candarave und Jorge Basadre.

## Flusslauf
Der Río Cinto entspringt in der peruanischen Westkordillere an der Südwestflanke des Nevado Tres Puntas auf einer Höhe von etwa 4800 m. Er fließt in überwiegend südsüdwestlicher Richtung, anfangs im äußersten Westen des Distrikts Camilaca, ab Flusskilometer 60 durch den Nordwesten des Distrikts Ilabaya und schließlich ab Flusskilometer 20 durch den Distrikt Locumba. Der Río Cinto mündet schließlich auf einer Höhe von etwa 550 m bei der Ortschaft Locumba in den Río Locumba.

## Einzugsgebiet
Der Río Cinto entwässert ein Areal von etwa 420 km². Das Einzugsgebiet weist eine maximale Längsausdehnung in SSW-NNO-Richtung von 66 km auf. Es erstreckt sich über eine sehr aride, wüstenhafte Landschaft. Im Nordwesten des Einzugsgebietes befindet sich die Toquepala-Mine, in welcher im Tagebau Kupfererz abgebaut wird. Entlang dem Unterlauf findet in Flussnähe bewässerte Landwirtschaft statt. Das Einzugsgebiet grenzt im Westen an das des abstrom gelegenen Río Locumba, im Nordwesten an das des Río Moquegua, im Osten an das des Río Ilabaya sowie im Südosten an das des oberstrom gelegenen Río Locumba.